# Kirill Fol'mer
Kirill Alekseevič Fol'mer (in russo Кирилл Алексеевич Фольмер?; Ėngel's, 25 febbraio 2000) è un calciatore russo, centrocampista del Sibir'.

## Caratteristiche tecniche
È un mediano.

## Carriera
Cresciuto nel settore giovanile dello Spartak Mosca, nel 2019 è stato acquistato dall'Ufa. Promosso in prima squadra nel 2020, ha esordito in Prem'er-Liga il 9 agosto 2020 disputando il match contro il Krasnodar perso 3-0.